# Emily Thater
Emily Grace Thater (Springfield, 1º febbraio 1995) è una pallavolista statunitense, centrale della LOVB Omaha.

## Carriera

### Club
La carriera pallavolistica di Emily Thater inizia a livello scolastico, giocando nei tornei del Missouri con la Kickapoo HS. Dopo il diploma gioca a livello universitario in NCAA Division I, facendo parte delle Tigers della Missouri dal 2013 al 2016.
Firma il suo primo contratto professionistico nella stagione 2017-18, quando approda nella 1. Bundesliga con l'Erfurt, dove gioca per un biennio, prima di approdare a un altro club tedesco nel campionato 2019-20, il PTSV Aachen; emigra invece in Francia per il campionato seguente, accasandosi al Vandœuvre Nancy, in Ligue A, dove resta per due annate.
Nella stagione 2022-23 passa al Saint-Cloud Paris SF, sempre nella massima divisione francese, e vi resta anche nella stagione seguente, quando il club adotta la denominazione Levallois Paris, conquistando lo scudetto. Torna poi in patria per prendere parte alla quarta edizione dell'Athletes Unlimited e alla prima della League One Volleyball, dove indossa la casacca della LOVB Omaha.

## Palmarès

### Club
- Campionato francese: 1

2023-24